# Владиславово (Цехановський повіт)
Владиславово (пол. Władysławowo) — село в Польщі, у гміні Опіноґура-Ґурна Цехановського повіту Мазовецького воєводства.
Населення — 362 особи (2011).
У 1975-1998 роках село належало до Цехановського воєводства.

## Демографія
Демографічна структура станом на 31 березня 2011 року:
|          | Загалом | Допрацездатний вік | Працездатний вік | Постпрацездатний вік |
| -------- | ------- | ------------------ | ---------------- | -------------------- |
| Чоловіки | 180     | 42                 | 128              | 10                   |
| Жінки    | 182     | 39                 | 120              | 23                   |
| Разом    | 362     | 81                 | 248              | 33                   |